# Cephalotes pallidicephalus
Cephalotes pallidicephalus är en myrart som först beskrevs av Smith 1876.  Cephalotes pallidicephalus ingår i släktet Cephalotes och familjen myror. Inga underarter finns listade.